# Tanna (película)
Tanna (película) es un largometraje australiano estrenada en 2015 perteneciente al género dramático-romántico, dirigida por Bentley Dean y Martin Butler. Protagonizada por Mungau Dain y Marie Wawa como principales estrellas, narra la historia (basada en hechos reales) de un amor prohibido entre una joven y el nieto del jefe de la tribu. Ambientada en Tanna, perteneciente a la república de Vanuatu, muestra las costumbres y vivencias del pequeño país encontrado en la Polinesia del Pacífico. 
Fue candidata a los premios Oscars como mejor película de habla no inglesa en el año 2016.

## Argumento
En una isla del archipiélago de Vanuatu, en el Océano Pacífico, dos jóvenes llamados Wawa y Dain se enamoran perdidamente el uno del otro. Ambos son de la misma tribu, la tradición que existe con tribus vecinas priman a los intereses personales. Esta tradición exige que para lograr la paz entre tribus, se pacte con animales y mujeres en edad de casarse. Una de esas mujeres es Wawa a la que prometen en matrimonio con un hombre de otra tribu. Los jóvenes en una lucha por lograr estar juntos deciden negarse ante el destino que les esta establecido poniendo en peligro las costumbres y modos de vida de los seres de su tribu. Su rebelión cambiará para siempre el destino de las tribus de la isla.

## Reparto
- Marie Wawa - Wawa

- Mungau Dain - Dain

- Marceline Rofit  - Selin

- Charlie Kahla - Chief Charlie

- Albi Nangia - Abuelo de Shaman

- Lingai Kowia - Padre

- Linette Yowayin - Madre

- Dadwa Mungau - Abuela de Saham.[2]

## Producción
La película se rodó íntegramente en el pueblo de Yakel y sus alrededores, en la isla de Tanna. El codirector Bentley Dean vivió con su familia durante siete meses en Tanna. La mayoría de los actores interpretaron sus propios papeles en la película y Dain fue elegido porque era considerado el hombre más guapo de la aldea. El diálogo de la película se filmó en las lenguas nauvhal y nafe, que se utilizan en Yakel. Los miembros del elenco no consideraron que el rodaje fuera difícil porque sus papeles eran "representar lo que estábamos acostumbrados a hacer en nuestra vida cotidiana". Se proyectó una copia como ejemplo para los actores. 
Esta es la tercera colaboración de Martin Butler y Dean, después de los documentales Contact y First Footprints. Dean fue a Vanuatu en 2003 para investigar una historia sobre el movimiento de John Frum para Dateline y quería volver allí para crear algo más grande. Dean quería contar una historia local y dar a sus hijos la oportunidad de vivir en la aldea, y desarrollar la historia en colaboración con el pueblo Yakel

## Lanzamiento
Calificaciones de edad:
Película no recomendada a menores de 12 años.
Estreno: 
Fecha de estreno mundial: 9 de marzo de 2017 (Alemania)
Fecha de estreno España: 28 de julio de 2017.

## Recepción
Comercial
La película ha conseguido recaudar una cifra de 69.961 de euros.
Crítica
"Partiendo del cine etnográfico, su curiosidad es evidente (...). Pero el resultado, que podría haber sido fascinante, es demasiado esquemático y dulzón (...) una puesta en escena quizá equivocada" Javier Ocaña: Diario El País
"Hermosa producción (...) La belleza de este relato incontestable surge de la fuerza hipnótica de sus imágenes y de las deslumbrantes interpretaciones." Alberto Bermejo: Diario El Mundo
"Se anuncia como en un folleto de viajes (...) Pero, aparte de añadir una música newage (...) resulta muy dudoso eso de insertar una fuga en pos del amor romántico de unos Romeo y Julieta con guirnaldas." Antonio Weinrichter: Diario ABC.
"Un encantador relato de la vida real de los problemas en el paraíso." David Rooney: The Hollywood Reporter.
"El drama con voluntad documental (...) baraja bien la premisa etnográfica y la de la estricta ficción." Quim Casas: Diario El Periódico. 
"Una historia emocionalmente cautivadora de amor prohibido. (...) muy bien interpretada por no profesionales provenientes de la comunidad" VARIETY.

## Premios y nominaciones
| Nominaciones                                                           | Nominaciones                                                                                 |
| Festival                                                               | Premio                                                                                       |
| ---------------------------------------------------------------------- | -------------------------------------------------------------------------------------------- |
| Australian Academy of Cinema and Television Arts (AACTA) Awards (2016) | Nominada a Mejor Película, a Mejor Dirección, a Mejor Fotografía y a Mejor Sonido            |
| Rotterdam International Film Festival (2016)                           | Nominada a Mejor Película                                                                    |
| Cabourg Romantic Film Festival (2016)                                  | Nominada a Gran Premio                                                                       |
| Zagreb Film Festival (2015)                                            | Nominada a Mejor Película                                                                    |
| Adelaide Film Festival (2015)                                          | Nominada a Mejor Película                                                                    |
| Film Critics Circle of Australia Awards (2016):                        | Nominada a Mejor Película, a Mejor Fotografía (Bentley Dean) y a Mejor Montaje (Tania Nehme) |
| Academy Awards – Oscar (2017)                                          | Nominada a Mejor Película de Habla no Inglesa                                                |

| Premios                                                                | Premios |
| Festival                                                               | Premio |
| ---------------------------------------------------------------------- | --- |
| Film Critics Circle of Australia Awards (2016)                         | Premio FCCA a Mejor Música (Antony Partos)                                                                 |
| Australia Directors Guild Awards (2016)                                | Premio ADG a Mejor Dirección (Bentley Dean Martin Butler, Contact Films)                                   |
| Australian Academy of Cinema and Television Arts (AACTA) Awards (2016) | Premio AACTA a Mejor Música Original (Antony Partos)                                                       |
| Titanic International Film Festival (2016)                             | 2º Premio del Público                                                                                      |
| African-American Film Critics Association – AAFCA (2016)               | Premio a Mejor Película Extranjera                                                                         |
| Festival Internacional de Cine de Venecia (2015)                       | Premio a Mejor Fotografía (Bentley Dean) y Premio de la Crítica Internacional (Bentley Dean y Martin Butle |
| London Film Festival (2015)                                            | Premio Especial del Jurado                                                                                 |